# Dobbins Heights (Caroline du Nord)
Dobbins Heights est une ville américaine située dans le comté de Richmond dans l'État de Caroline du Nord. En 2010, sa population était de 866 habitants.

## Démographie
| 1990  | 2000 | 2010 | - | - | - |
| ----- | ---- | ---- | - | - | - |
| 1 144 | 936  | 866  | - | - | - |

## Source de la traduction
- (en) Cet article est partiellement ou en totalité issu de l’article de Wikipédia en anglais intitulé « Dobbins Heights, North Carolina » (voir la liste des auteurs).